# Elijah Schuurmans
Elijah Schuurmans (3 de febrero de 1995) es un deportista australiano que compite en judo. Ganó una medalla de bronce en el Campeonato de Oceanía de Judo de 2015 en la categoría de –100 kg.

## Palmarés internacional
| Campeonato de Oceanía | Campeonato de Oceanía | Campeonato de Oceanía | Campeonato de Oceanía |
| Año                   | Lugar                 | Medalla               | Categoría             |
| --------------------- | --------------------- | --------------------- | --------------------- |
| 2015                  | Païta (Francia)       | Medalla de bronce     | –100 kg               |